# Дялу (комуна)
Дялу (рум. Dealu) — комуна у повіті Харгіта в Румунії. До складу комуни входять такі села (дані про населення за 2002 рік):
- Валя-Ротунде (88 осіб)
- Дялу (1855 осіб) — адміністративний центр комуни
- Синкрай (1096 осіб)
- Темашу (129 осіб)
- Тібод (195 осіб)
- Улкань (397 осіб)
- Финчел (146 осіб)

Комуна розташована на відстані 226 км на північ від Бухареста, 38 км на захід від М'єркуря-Чука, 137 км на схід від Клуж-Напоки, 85 км на північ від Брашова.

## Населення
За даними перепису населення 2002 року у комуні проживали 3906 осіб.
Національний склад населення комуни:
| Національність | Кількість осіб | Відсоток |
| -------------- | -------------- | -------- |
| угорці         | 3863           | 98,9%    |
| цигани         | 28             | 0,7%     |
| румуни         | 15             | 0,4%     |

Рідною мовою назвали:
| Мова      | Кількість осіб | Відсоток |
| --------- | -------------- | -------- |
| угорська  | 3871           | 99,1%    |
| циганська | 19             | 0,5%     |
| румунська | 16             | 0,4%     |

Склад населення комуни за віросповіданням:
| Релігія                                       | Кількість осіб | Відсоток |
| --------------------------------------------- | -------------- | -------- |
| римо-католики                                 | 3803           | 97,4%    |
| реформати                                     | 52             | 1,3%     |
| унітарії                                      | 14             | 0,4%     |
| православні                                   | 11             | 0,3%     |
| лютерани (Синодально-пресвітеріанська церква) | 1              | < 0,1%   |
| лютерани (Аугсбурзького сповідання)           | 1              | < 0,1%   |